# Tim und Chris Stamper

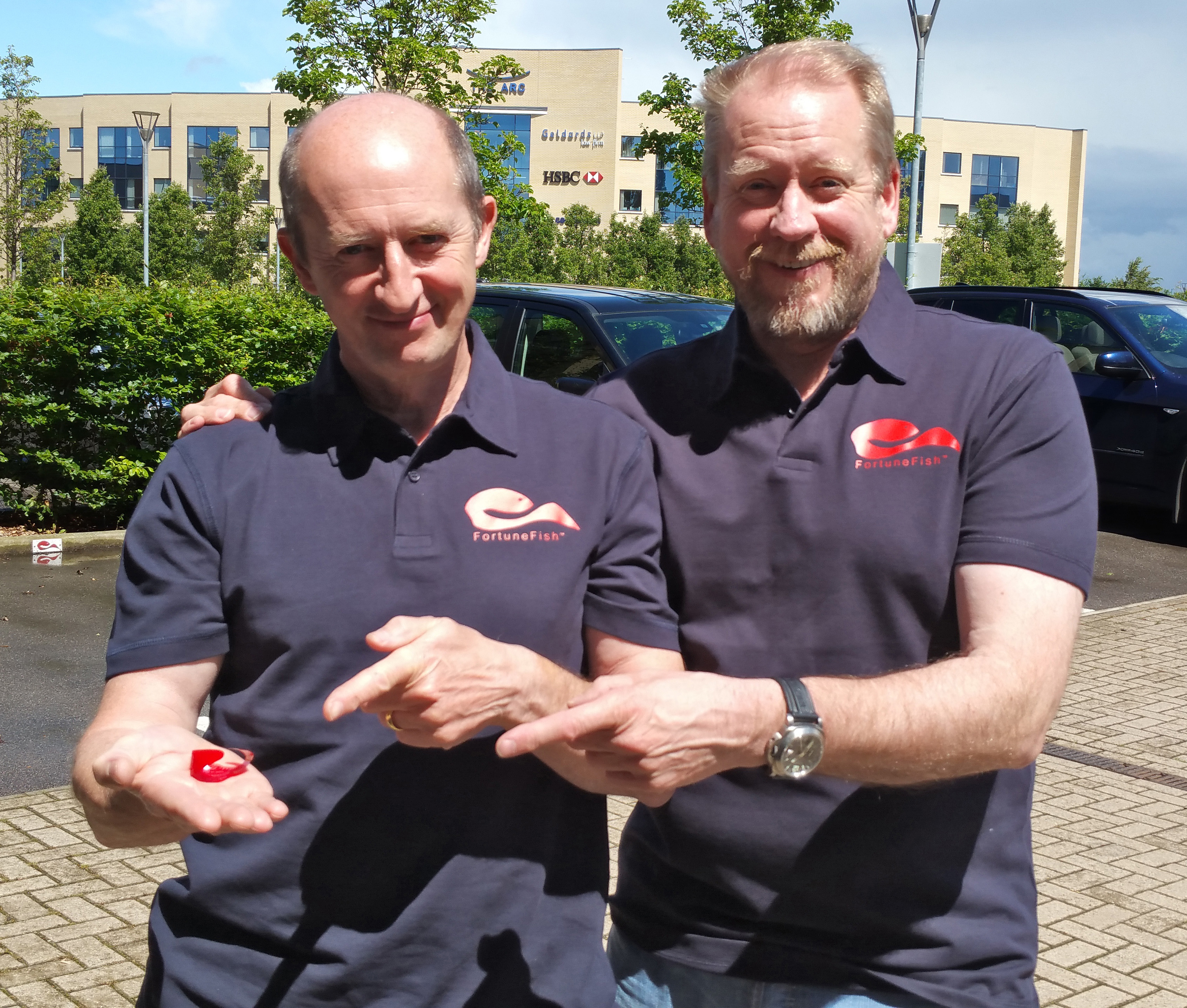
Tim und Chris Stamper, 2015

Tim Stamper (* Februar 1961, vollständiger Name Timothy David Joseph Stamper) und Chris Stamper (* Oktober 1958, vollständiger Name Christopher Timothy John Stamper) sind Videospieldesigner und die Gründer des britischen Videospielunternehmens Rare.

## Karriere
1982 gründeten Tim und Chris Stamper das Entwicklerstudio Ashby Computer Graphics (A.C.G), das unter dem Namen Ultimate Play The Game Spiele veröffentlichte. Aus diesem ging 1985 das Videospielunternehmen Rare hervor. Das erste von den Stamper-Brüdern entwickelte Spiel ist das 1983 veröffentlichte JetPac. Danach waren Tim und Chris Stamper in vielerlei Spielentwicklungen beteiligt, anfangs direkt an den Entwicklungen, später eher in einer Aufsichtsfunktion. 1992 entwickelten die Stamper-Brüder und ihr Team eine neue Technologie, mit der es möglich war, Spielwelt und -figuren zunächst als 3D-Objekte auf Silicon-Graphics-Workstations zu modellieren und in True Color zu rendern. Dieses Bildmaterial wurde dann konvertiert und konnte in Form von Pixelgrafiken für die Konsole Super Nintendo Entertainment System verwendet werden. Diese Technologie galt als bahnbrechend und wurde insbesondere beim SNES-Spiel Donkey Kong Country eingesetzt.
Am 2. Januar 2007 wurde bekannt gegeben, dass Tim und Chris Stamper nach über 20 Jahren von der Firmenleitung zurücktreten werden. Nach ihrem Rücktritt übernahmen Mark Betteridge und Gregg Mayles die Leitung der Firma.

## Spiele mit ihrer Beteiligung (Auswahl)
- JetPac (Sinclair-ZX-Spectrum-Computersystem – 1983), Programmierung
- Underwurlde (ZX Spectrum, Commodore 64 – 1984), Programmierung
- Donkey Kong Country (SNES – 1994), Programmierung
- Donkey Kong Land (Game Boy – 1995), Design
- Donkey Kong Country 2: Diddy’s Kong Quest (SNES – 1995), Dank
- Donkey Kong Country 3: Dixie Kong’s Double Trouble! (SNES – 1996), Dank
- Donkey Kong Land III (Game Boy – 1997), Dank
- Diddy Kong Racing (N64 – 1997), Produktion
- Donkey Kong 64 (N64 – 1999), Support
- Banjo-Tooie (N64 – 2000), Dank
- Conker’s Bad Fur Day (N64 – 2001), Dank
- Banjo-Pilot (GBA – 2005), Dank